# Anasillomos chrysopos
Anasillomos chrysopos là một loài ruồi trong họ Asilidae. Anasillomos chrysopos được Londt miêu tả năm 1983. Loài này phân bố ở vùng nhiệt đới châu Phi.